# St. Sebastian und St. Veit (Unterampfrach)

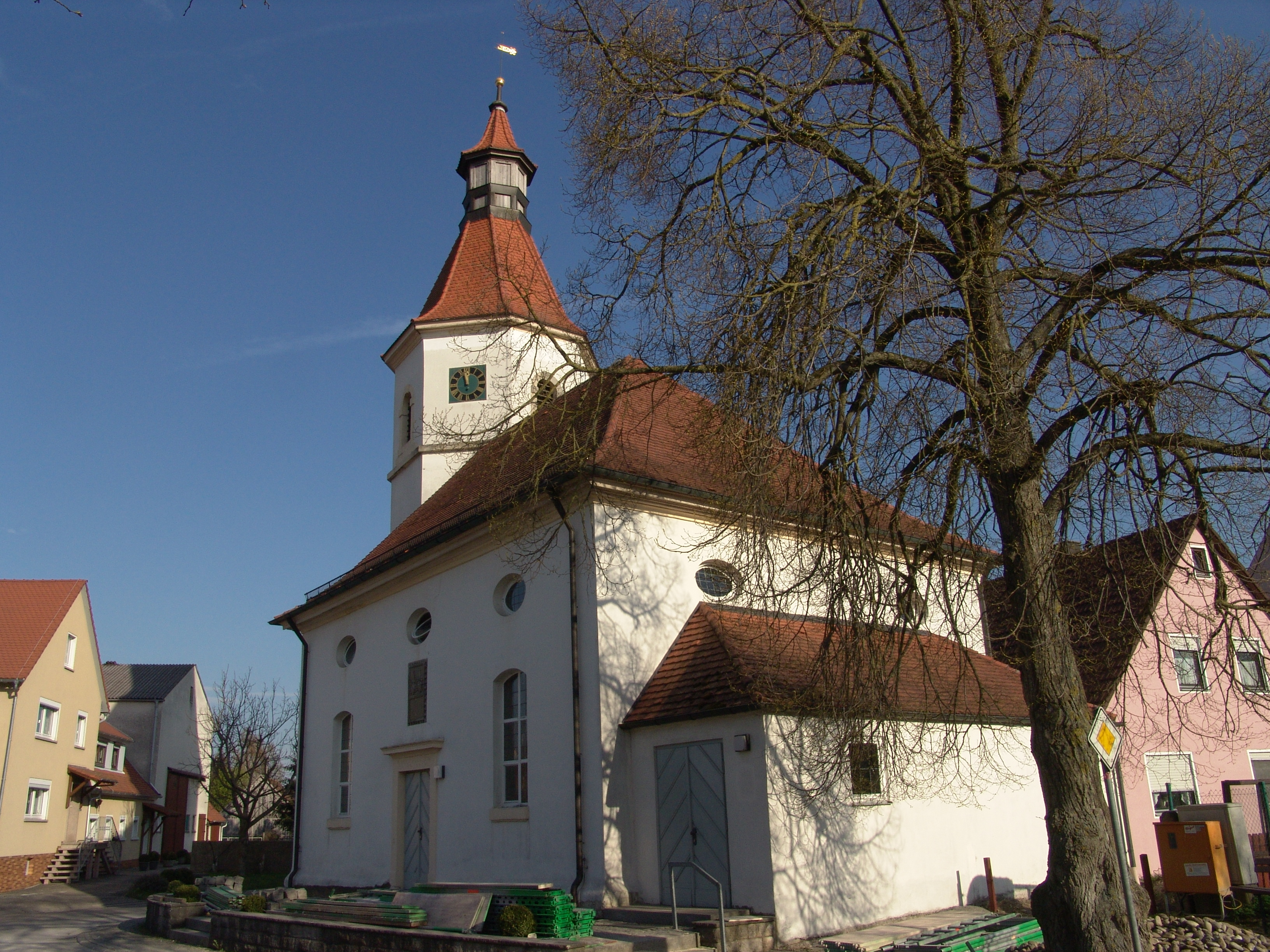
St. Sebastian und St. Veit (Unterampfrach)

Die denkmalgeschützte, evangelisch-lutherische Kirche St. Sebastian und St. Veit steht in Unterampfrach, einem Gemeindeteil der Gemeinde Schnelldorf im Landkreis Ansbach (Mittelfranken, Bayern). Die Pfarrkirche ist unter der Denkmalnummer D-5-71-199-14 als Baudenkmal in der Bayerischen Denkmalliste eingetragen. Die Kirchengemeinde gehört zum Dekanat Feuchtwangen im Kirchenkreis Ansbach-Würzburg der Evangelisch-Lutherischen Kirche in Bayern.

## Beschreibung
Der Chorturm auf achteckigem Grundriss der Saalkirche stammt von 1578. Sein oberstes Geschoss beherbergt die Turmuhr und den Glockenstuhl. Bedeckt ist er mit einem Zeltdach, auf dem eine Laterne sitzt. Der dreiseitig geschlossene Chor, d. h. das Erdgeschoss des Chorturms, ist mit einer Flachdecke überspannt. Das an ihn nach Westen angebaute Langhaus wurde 1722 nach Norden verbreitert, wodurch es aus der Achse mit dem Chorturm verschoben ist. Die Brüstungen der Emporen wurden gegen 1700 bemalt.
Zur Kirchenausstattung gehören der Altar von 1838, die Kanzel von 1699 und das Taufbecken von 1579. Die Orgel wurde 1829 von Johann Wolfgang Eichmüller gebaut. Sie hat 14 Register, zwei Manuale und Pedal.